# Trespass (мини-альбом)
Trespass (с англ. — «Вторжение»; стилиризуется TRESPASS) — дебютный мини-альбом южнокорейского бой-бенд Monsta X. Альбом был выпущен 14 мая 2015 года компанией Starship Entertainment. Альбом состоит из семи треков, включая заглавный трек «Trespass».

## Коммерческий успех
Было продано 38,640 копий альбома в Южной Корее. Он достиг 5 места в еженедельнике, 10 места в ежемесячнике, в Gaon Album Chart.

## Трек-лист
| №                   | Название            | Текст песни                | Музыка                        | Длительность |
| ------------------- | ------------------- | -------------------------- | ----------------------------- | ------------ |
| 1.                  | «Trespass»          | Mad Clown, Kim Yi-na       | Lissie, Assbrass, Lee Ji-hoon | 3:25         |
| 2.                  | «No Exit»           | I.M, Чжухон, Кихён         | Lissie, Rhymer, Чжухон, Кихён | 3:28         |
| 3.                  | «One Love»          | Чжухон, I.M, Nago          | Lee Ji-hoon, Чжухон, Nago     | 3:14         |
| 4.                  | «Honestly»          | Crybaby, Louie             | Crybaby                       | 3:53         |
| 5.                  | «Steal Your Heart»  | Rhymer, Вонхо, Чжухон, I.M | 9999, Esbee, Assbrass         | 3:47         |
| 6.                  | «Blue Moon»         | Чжухон, I.M                | Чжухон, Nago                  | 3:11         |
| 7.                  | «Interstellar»      | Чжухон, I.M, Yella Diamond | Yella Diamond                 | 3:47         |
| Общая длительность: | Общая длительность: | Общая длительность:        | Общая длительность:           | 25:00        |

## История релиза
| Регион      | Дата         | Формат                        | Лейбл                                     |
| ----------- | ------------ | ----------------------------- | ----------------------------------------- |
| Южная Корея | 14 мая, 2015 | CD digital download streaming | Starship Entertainment LOEN Entertainment |
| Мировой     | 14 мая, 2015 | Digital download streaming    | Starship Entertainment LOEN Entertainment |